# Karl Dolzmann
Karl Dolzmann (* 19. November 1893 in Berlin; † nach 1963) war ein deutscher Ingenieur, Ministerialbeamter und Geschäftsführer der Vereinigung Deutscher Elektrizitätswerke.

## Leben und Tätigkeit
Karl Dolzmann war der Sohn eines Gastwirts und besuchte das Friedrich-Wilhelms-Gymnasium in Neuruppin. Er erwarb den Abschluss als Diplom-Ingenieur.
Ab 1936 war er bis zum Ende des Zweiten Weltkrieges für die Reichsgruppe Energiewirtschaft tätig, wo er als Abteilungsleiter wirkte. In der neugegründeten Deutschen Demokratischen Republik (DDR) fand er im Bauamt des Kreises Neuruppin eine neue Anstellung. 1952 verließ er die DDR und ging nach Bonn. Anfang Oktober 1952 fand er als Ministerialbeamter im Bundesministerium für Wirtschaft eine neue Beschäftigung. Er war Leiter des Referates Elektrizitätswirtschaft. Anfang der 1960er Jahre wurde er Geschäftsführer der Vereinigung Deutscher Elektrizitätswerke (VDEW) in Frankfurt am Main.

## Schriften (Auswahl)
- Bemessung von Kesselspeisevorrichtungen. In: Elektrizitätswirtschaft 28 (1929), S. 478.
- Zur Frage der Kupplung von Kraft- und Heizwerken. In: Elektrizitätswirtschaft 29 (1930) Nr. 506, S. 177f.
- Betriebserfahrungen mit Dampfturbinen großer Leistung in Amerika. In: Elektrizitätswirtschaft 30 (1931) S. 32.
- Betriebserfahrungen mit Dampfturbinen großer Leistung in Amerika. In: Elektrizitätswirtschaft 31 (1932) S. 214.
- Die "Fachtrupps (Elektrizität) im zivilen Luftschutz. In: Gasschutz und Luftschutz 5 (1935), S, 121.
- Die Energiequellen unserer Kraftwerke heute und morgen. In: Elektrizitätswirtschaft, 1956, S. 467.
- Energieversorgungslage im Lichte der Bedarfsvorausschätzung. In: Glückauf, 1958, S. 1604.
- Die Elektrizitätswerke in der Energiebilanz des Bundesgebietes. In: Elektrizitätswirtschaft, 57 (1958), S. 254ff.